# Messier 101
Messier 101 sau M101, denumită și NGC 5457 sau Galaxia Vârtelniței, este o galaxie spirală situată în constelația Ursa Mare și la distanța de 7 Megaparseci (∼22,8 milioane de ani-lumină). M101 este văzută chiar de deasupra, dar brațele sale spirale nu sunt vizibile decât cu ajutorul unor telescoape mari. Diametrul acestei galaxii de 170.000 de ani-lumină este cu 70% mai mare decât cel al Căii Lactee (care este de 100.000 de ani-lumină, pentru o masă stelară de ordinul a 1.000 de miliarde de mase solare., de circa zece ori masa Galaxiei Noastre. 
O supernovă, desemnată prin SN 2011fe, a fost descoperită la 24 august 2011. 

## Istorie
Galaxia a fost descoperită în 1781 de Pierre Méchain, iar Charles Messier a confirmat-o și a trecut-o în catalogul său. William Herschel a fost primul care a observat micile pete, care erau, în realitate, fragmente ale brațelor spirale care înconjoară galaxia. De la începutul secolului al XX-lea, au fost observate patru supernove în această galaxie:
- SN 1909A, descoperită la 26 ianuarie 1909 de Max Wolf ;
- SN 1951H, de tip II descoperită în 1951 ;
- SN 1970G, descoperită la data de 30 iunie [1970]], care a fost cea mai luminoasă (a atins magnitudinea de 11,5), până la apariția supernovei notate cu SN 2011FE;
- SN 2011FE, descoperită la data de 24 august 2011 a atins magnitudinea de 10, la 4 septembrie 2011.

Observarea, în 1994-1995, a cefeidelor situate în galaxie de telescopul Hubble, a permis stabilirea precisă a distanței galaxiei M101 la 23 de milioane de ani-lumină de planeta Terra. 

## Observare

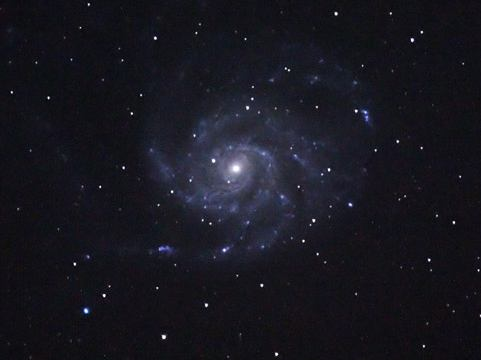
Galaxia Vârtelniţei

În condiții excelente, M101 poate fi observată cu un binoclu. Întinderea galaxiei M101 impune utilizarea unor grosismente cât mai mici posibil pentru observare. Este nevoie de un telescop cu obiectivul de cel puțin 250 mm pentru a începe distingerea nucleului, mai strălucitor, și a fragmentelor  brațelor spirale. Brațele spirale oferă, când sunt condiții bune, un spectacol frumos printr-un telescop de 400 mm, cu câmp larg. 